# Catedral patriarcal de Bucarest
La Catedral Patriarcal de Bucarest és la seu del patriarca de l'Església Ortodoxa Romanesa. La catedral es troba a la capital romanesa, Bucarest.
La catedral va ser construïda entre 1656-1658 pel príncep Constantí Serban. La construcció va ser continuada per Mihnea III, l'Església finalment va ser acabada sota el regnat de Radu Leon. Va ser elevada a residència metropolitana el dia 8 de juny de 1668.
Dins de la catedral es troben les tombes de diversos patriarques, entre ells: Miron Cristea i Nicodim Munteanu. En un nínxol en la part del nord es troba el taüt amb les relíquies del sant Dimitrie Basarabov.
En l'actualitat, està en construcció la Catedral de la Salvació del Poble Romanès (Catedrala Mântuirii Neamului Românesc), concebuda per ser el temple més gran d'aquest país i estarà dedicada a Sant Andreu Apòstol, s'espera que estigui acabada en 2015. Per aquesta raó, la Catedral de la Salvació del Poble Romanès serà la nova catedral de Bucarest i la seu de l'Església Ortodoxa Romanesa.